# شهرنشینی

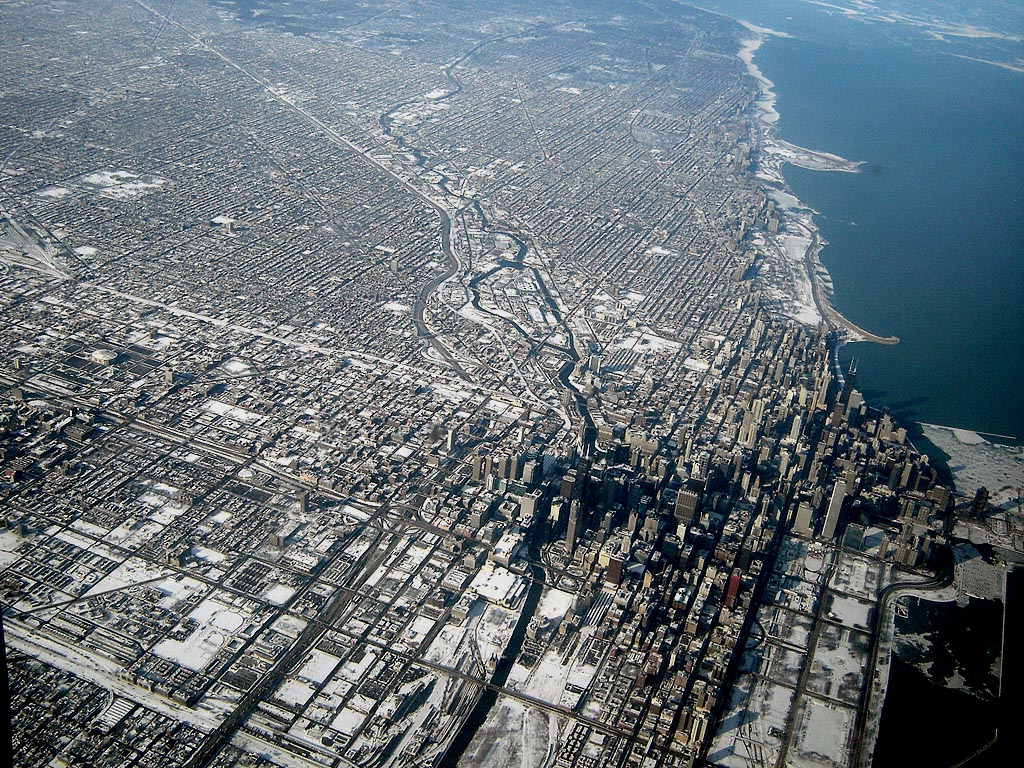
شهر شیکاگو، یکی از اولین نمونه‌های سیستم شهری شبکه‌ای آمریکا است. این شبکه چهارخانه‌ای شکل حتی در مناطق ناهموار نیز ادامه داده شده‌است.

شهرنشینی (به انگلیسی: Urbanization) به انتقال جمعیت از مناطق روستایی به مناطق شهری، افزایش تدریجی نسبت افراد ساکن شهرها، و راه‌هایی که هر جامعه خود را با این تغییرات وفق می‌دهد، گفته می‌شود.
شهرنشینی، به‌طور کلی به مفهوم زندگی یک جمعیت در شهرها به‌کار می‌رود ولی به‌طور معمول به افزایش شمار ساکنان شهرها نسبت به ساکنان روستایی یک کشور یا منطقه اشاره دارد.
شهرنشینی و افزایش آن، بر اقتصاد و محیط زیست یک منطقه تأثیر زیادی دارد. همچنین روحیات و شیوه زندگی مردم شهرنشین، با گسترش شهرنشینی دستخوش دگرگونی‌های نسبتاً زیادی می‌شود.
شهرنشینی بی‌رویه و گسترش پرشتاب پدیده شهرنشینی در بسیاری کشورها باعث به‌وجود آمدن پدیده‌هایی همچون حاشیه‌نشینی، زاغه‌نشینی، تکدی‌گری، تشکیل شهرهای خوابگاهی، افزایش بیکاری و بزهکاری و مشکلات و ناسازگاری‌های فرهنگی می‌شود.

## تاریخچه
از زمان توسعه شهرهای اولیه بین‌النهرین و مصر تا قرن هجدهم، تعادلی بین اکثریت قریب به اتفاق جمعیتی که در روستا به زندگی مبتنی بر تولید کشاورزی مشغول بودند و مراکز کوچکی از جمعیت در شهرهایی که عمدتاً فعالیت اقتصادی داشتند وجود داشت. به دلیل تجارت وتولیدات کوچک در بازارها و به دلیل وضعیت بدوی و نسبتاً راکد کشاورزی در کل این دوره، نسبت جمعیت روستایی به شهری در یک تعادل ثابت باقی مانده‌است. با این حال، می‌توان افزایش قابل توجه درصد جمعیت شهرنشین در مقیاس جهانی را در هزاره اول قبل از میلاد جستجو کرد. افزایش قابل توجه دیگر را می‌توان در تمدن مغول هندی مشاهده کرد، جایی که ۱۵٪ از جمعیت آن در طول قرن ۱۶–۱۷در مراکز شهری زندگی می‌کردند. بالاتر از آن، در سال۱۸۰۰درصد جمعیت اروپایی ساکن در شهرها ۱۳–۸ ٪ بود. از اواسط قرن هجدهم بود که شهرنشینی جمعیت انسانی به سرعت شتاب گرفت.
با شروع انقلاب کشاورزی و انقلاب صنعتی انگلیس در اواخر قرن هجدهم، سرانجام رابطه و نسبت جمعیت درشهر و روستا درهم شکست. بطوریکه در طول قرن هیجدهم، چه از طریق ادامه مهاجرت از حومه شهرو چه به دلایل بسیار زیاد دیگر، رشد بی‌سابقه‌ای در جمعیت شهرنشین ایجاد گردید. با این گسترش جمعیت در شهرها، درانگلستان و ولز، نسبت جمعیت ساکن در شهرهایی با بیش از ۲۰۰۰۰نفر، از ۱۷٪ در ۱۸۰۱ به ۵۴٪ در ۱۸۹۱ افزایش یافت. علاوه براین، با تعریف وسیع‌تری ازشهرنشینی، جمعیت شهرنشین در سال ۱۸۵۱، در انگلستان و ولز، ۷۲٪ کل جمعیت، درفرانسه ۳۷٪، در پروس ۴۱٪ و در ایالات متحده ۲۸٪ را نشان می‌داد.
از آنجا که کارگران به دلیل پیشرفت در امر تولید بیشتر کشاورزی، از کار در زمین آزاد شدند، در شهرهای جدید صنعتی مانند منچستر و بیرمنگام که درکار تجارت و صنعت تجربه داشته و کارشان رونق داشت به کار پرداختند. تجارت روزافزون در سراسر جهان، واردات غلات از آمریکای شمالی و گوشت یخچالی از استرالیا و آمریکای جنوبی را نیز امکان‌پذیر نمود. شهرها از نظر گسترش نیز، به دلیل توسعه سیستم‌های حمل و نقل عمومی، که رفت و آمد در مسافت‌های طولانی‌تر تا مرکز شهر را برای طبقه کارگر تسهیل می‌کرد، گسترش یافتند.
به این ترتیب شهرنشینی به سرعت در جهان غرب گسترش یافت بطوریکه می‌توان گفت از دهه ۱۹۵۰، وجه غالب را پیدا کرد. در آغاز قرن بیستم، فقط ۱۵٪ از جمعیت جهان در شهرها زندگی می‌کردند.در حالیکه طبق اعلام سازمان ملل، سال ۲۰۰۷ برای اولین بار در تاریخ بشر شاهد نقطه عطفی بود که بیش از ۵۰٪ از جمعیت جهان در شهرها زندگی می‌کردند.
دانشگاه ییل، در ژوئن ۲۰۱۶ داده‌های مربوط به شهرنشینی را در بازه زمانی ۳۷۰۰ قبل از میلاد تا ۲۰۰۰ میلادی منتشر کرد. از این داده‌ها برای تهیه ویدئویی استفاده شده‌است که توسعه شهرها در جهان را در این دوره زمانی نشان می‌دهد. همچنین منشأ و گسترش مراکز شهری در سراسر جهان توسط باستان شناسان نقشه‌برداری شده‌ است.

## بر پایه کشور

### ایران
از سال ۱۳۳۵ در دوره شاهنشاهی پهلوی معیارهای ویژه‌ای برای تبدیل روستا به شهر در نظر گرفته شد که از جمله آن، داشتن دست کم ۵ هزار تن جمعیت بود. این مقدار در سال ۱۳۶۵ به ۱۰ هزار نفر افزایش یافت، تا اینکه با تغییر دوباره قانون در سال ۱۳۷۱، مقدار کمینه برداشته شد و هر نقطه دارای شهرداری به عنوان شهر شناخته شد. این دگرگونی قانون در دوره ده‌ساله ۱۳۷۵ تا ۱۳۷۸، باعث زایش بیش از ۴۰۰ شهر شد و نقش مهمی در افزایش درصد شهرنشینی ایران به بیش از ۷۰ درصد داشته‌است.

## شهرنشینی پایدار
فرایند شهرنشینی جزء اساسی از پویایی جوامع انسانی است. شهرها به واسطه تغییرات در توزیع فضایی جمعیت و منابع، منعکس کننده ارتباط متقابل نواحی شهری و روستایی، بخش‌های اقتصادی، طبقات و گروه‌های اجتماعی هستند. این فرایند آثار و تبعات گوناگون مثبت و منفی را به همراه داشته‌است. از مهم‌ترین این آثار منفی شهرنشینی به خطر انداختن محیط زیست، استفاده بی‌رویه از منابع و تهدید حیات بشر در آینده و پیامدهای منفی اجتماعی و اقتصادی است. در راستای حل این معضلات مطالعات متعددی صورت گرفته و فرایند شهرنشینی در مناطق مختلف جهان از ابعاد و زوایای گوناگون مورد بحث و بررسی قرار گرفته‌ است. یکی از این ابعاد مبحث توسعه است که نظر و توجه بسیاری از محققان عرصه شهر را به خود جلب کرده‌ است. به‌طور کلی مشخصات کلیدی پایداری شهری که غالباً در ادبیات موضوع و اسناد بیان می‌شوند، عبارتند از: برابری درون نسل‌ها، برابری بین نسل‌ها، حفاظت از محیط طبیعی، استفاده حداقل از منابع تجدیدناپذیر، بقای اقتصادی و تنوع، جامعه خود اتکا، رفاه فردی و رفع نیازهای اساسی افراد جامعه.